# Ottokar Albert
Ottokar Albert, avstrijski general, * 14. november 1840, † 29. oktober 1913.

## Življenjepis
Potem ko je bil leta 1900 upokojen, je bil 23. decembra 1907 povišan v naslovnega generalmajorja.

## Pregled vojaške kariere
Napredovanja
- naslovni generalmajor: 23. december 1907